# Котиківська сільська рада
| Котиківська сільська рада — орган місцевого самоврядування у Городенківському районі Івано-Франківської області з адміністративним центром у с. Котиківка. Сільській раді підпорядковані населені пункти: - с. Котиківка — населення 2 200 чол. |

## Склад ради
Рада складається з 14 депутатів та голови.

### Керівний склад ради
| ПІБ                      | Основні відомості                                                                      | Дата обрання | Дата звільнення |
| ------------------------ | -------------------------------------------------------------------------------------- | ------------ | --------------- |
| Петришин Роман Романович | Сільський голова, 1958 року народження, освіта, член Народного Руху України            | 26.03.2006   | 31.10.2010      |
| Котелко Іван Миколайович | Сільський голова, 1954 року народження, освіта вища, безпартійний                      | 31.10.2010   | 25.10.2015      |
| Вережак Іван Михайлович  | Сільський голова, 1986 року народження, освіта вища, член Української Галицької Партії | 25.10.2015   |                 |

Примітка: таблиця складена за даними джерела